# 6 × 49 мм
6 × 49 мм — советский унитарный винтовочный патрон разработки климовского предприятия ЦНИИТочМаш, созданный в 80-е годы XX века для замещения штатного боеприпаса 7,62 × 54 мм R (по другим сведениям — для унификации по боеприпасу автоматно-пулемётных систем под патроны 7,62 × 39 мм и 7,62 × 54 мм R).

## История
В 1980-е годы в Советском союзе для замены патрона 7,62×54 проводились работы по новому индивидуальному стрелковому комплексу (системе), с боевым припасом в виде 6-мм винтовочно-пулемётного патрона (6×49). В основу замысла ГРАУ по созданию нового индивидуального стрелкового комплекса (системы) было положено увеличение вероятности попадания из него в набор типовых целей, на обычных дальностях, достигаемое за счёт уменьшения ошибок при подготовки данных для стрельбы (в первую, очередь, в части определения дальности до цели и ветрового сноса пули) путём существенного увеличения начальной скорости пули до 1150 метров в секунду. Чтобы достичь скорости пули около 1100 м/с предприятиям оборонной промышленности СССР пришлось пойти на разработку нового пороха прогрессивного горения, специальных способов его снаряжения в патронную гильзу, применить комплекс мер по минимизации воздействия больших давлений при выстреле на безотказность и живучесть экспериментального индивидуального стрелкового оружия. Экономический кризис в СССР «похоронил» перспективную разработку оборонной промышленности.
Впервые боевой припас 6×49 был представлен широкой публике в мае 1994 года на московской выставке МИЛИПОЛ-94. В номенклатуре боеприпасов состояли патроны с обычными пулями (массой 5 граммов), трассирующие, бронебойные с вольфрамкобальтовым сердечником, снайперские повышенной точности и холостые. Несмотря на то, что под него был разработан ряд образцов оружия, снайперские винтовки (ТКБ-0145К, СВК), а также единый пулемёт, в связи с рядом экономических трудностей так и остался на уровне опытного.

## Конструкция
Гильза стальная, лакированная, с канелюрой у основания для:
- исключения поперечного разрыва гильзы из-за её растягивания при выстреле,
- выведения из устройства пулемётных систем со сменными ствольными группами механизма регулировки зазора ствол-затвор[1].